# Гамільтонів принцип
При́нцип Га́мільтона — у механіці системи матеріальних точок означає таке:
Перехід з одного стану в інший за заданий інтервал часу {\displaystyle [t_{0},t_{1}]} відбувається для системи такого роду так, що перша варіація функціонала
{\displaystyle I=\int _{t_{0}}^{t_{1}}(T-U){dt}}
дорівнює нулю: рух системи здійснюється функціями, які серед всіх допустимих рухів роблять згаданий вище інтеграл стаціонарним, тобто рівняння руху системи збігається з рівнянням Ойлера-Лаґранжа для функціонала {\displaystyle I}. При цьому {\displaystyle T} означає кінетичну, а {\displaystyle U} — потенційну енергії системи, а {\displaystyle L=T-U} — функцію Лагранжа. Інтерес тут фокусується в першу чергу на зверненні першої варіації функціонала {\displaystyle I} у нуль, а не на питанні про екстремум. Завдання такого роду також називають варіаційними завданнями.
Принцип Гамільтона є одним із формулювань принципу найменшої дії.

## Приклад
Нехай матеріальна точка рухається під впливом сили тяжіння (вільне падіння). При цьому для кінетичної і потенційної енергії мають місце формули:
{\displaystyle T={\frac {m\cdot y'^{2}}{2}}}
{\displaystyle U=m\cdot g\cdot y}
({\displaystyle m} — маса, {\displaystyle y(t)} — висота точки до часу {\displaystyle t_{0}})
Інтеграл для функції Лагранжа:
{\displaystyle I(y)=\int _{t_{0}}^{t_{1}}(T-U)dt=m{\int _{t_{0}}^{t_{1}}({y'}^{2}/2+{gy}){dt}}}
Згідно з принципом Гамільтона рівняння руху системи є рівняння Ейлера-Лаґранжа для функціонала {\displaystyle I(y)}:
{\displaystyle mg-m{\frac {dy'}{dt}}=0},
тобто {\displaystyle y''=g}
таким чином
{\displaystyle y(t)=C_{1}+C_{2}t+{\frac {g\cdot t^{2}}{2}}}
Це — рівняння руху для вільного падіння.
Відомий з механіки принцип Гамільтона можна перенести і на інші фізичні процеси, так що варіаційні принципи є загальним методом складання рівнянь у математичній фізиці.

## Інші завдання
Разом із завданнями для функціоналів вигляду
{\displaystyle I(y)=\int _{x_{0}}^{x_{1}}f(x,y,y')dx}
існують також і інші постановки завдань.
Як необхідні умови екстремуму указуються тільки рівняння Ойлера-Лаґранжа. Існують і інші необхідні умови, аналогічні приведеним вище.

## Значення
Варіаційне числення грає основоположну роль в складанні рівнянь механіки і теоретичної фізики. Більшість цих рівнянь можуть бути отримані на основі варіаційного принципу за допомогою поняття енергії.